# Sezon snookerowy 2004/2005
Poniższa tabela przedstawia wyniki finałów najważniejszych turniejów snookerowych rozgrywanych w sezonie 2004/05.
| Data                             | Turniej                    | Miejsce rozgrywek | Zwycięzca         | Drugie miejsce  | Wynik |
| -------------------------------- | -------------------------- | ----------------- | ----------------- | --------------- | ----- |
| 2 października – 10 października | Totesport Grand Prix       | Preston           | Ronnie O’Sullivan | Ian McCulloch   | 9-5   |
| 8 listopada – 14 listopada       | British Open               | Brighton          | John Higgins      | Stephen Maguire | 9-6   |
| 15 listopada – 28 listopada      | UK Championship            | York              | Stephen Maguire   | David Gray      | 10-1  |
| 17 stycznia – 23 stycznia        | Welsh Open                 | Newport           | Ronnie O’Sullivan | Stephen Hendry  | 9-8   |
| 31 stycznia – 6 lutego           | Malta Cup                  | Portomaso         | Stephen Hendry    | Graeme Dott     | 9-7   |
| 13 lutego – 20 lutego            | Rileys Club Masters        | Wembley           | Ronnie O’Sullivan | John Higgins    | 10-3  |
| 6 marca – 13 marca               | Irish Masters              | Dublin            | Ronnie O’Sullivan | Matthew Stevens | 10-8  |
| 27 marca – 3 kwietnia            | China Open                 | Pekin             | Ding Junhui       | Stephen Hendry  | 9-5   |
| 16 kwietnia – 2 kwietnia         | World Snooker Championship | Sheffield         | Shaun Murphy      | Matthew Stevens | 18-16 |

| Turniej rankingowy    |
| Turniej nierankingowy |